# Марта Игареда
Марта Елба Игареда Сервантес (на испански: Martha Elba Higareda Cervantes) е мексиканска актриса.
Марта е най−голямото от четирите деца на Хосе Луис Игареда и Марта Сервантес. Нейната по−малка сестра Мириам също е актриса както и двамата ѝ братя Хосе Луис и Луис Даниел. Актрисата дебютира в различни театрални образи като в Bang, Don Juan Tenorio, La Fonda de las Siete Cabrillas, La Casa de Té en la Luna de Agosto, Mujercitas, Muerte que te Quiero Muerte, La Corbata, Flores para Chava Flores y Niñas Mal.
Освен това нейни снимки попадат в публични кампании и видеоклипове, след което започва работа в телевизионни предавания